# Lappeenranta
Lappeenranta ([ˈlɑpːeːnˌrɑntɑ] (del sueco: Villmanstrand) es una ciudad de Finlandia a orillas del lago Saimaa, el más grande de Finlandia, en el sureste del país, a unos 30 km de la frontera rusa. Pertenecía a la provincia de Finlandia del Sur y la región de Karelia del Sur. Con unos 73 000 habitantes (31 de julio de 2020), Lappeenranta es la decimotercera ciudad de Finlandia después de incorporar las ciudades de Lappee y Lauritsala en 1967, Nuijamaa en 1989, Joutseno en 2009 y Ylämaa en 2010. La ciudad fue fundada en 1649 por la Reina Cristina de Suecia, al permitir el comercio en el entonces mercado de Lapvesi.
Gracias a la proximidad con Rusia, el número de turistas rusos ha aumentado considerablemente en los últimos años. Y es que San Petersburgo está más cerca (211 km) que Helsinki (221 km), la capital de Finlandia. Lappeenranta es la segunda ciudad más visitada por turistas en Finlandía.
La ciudad es conocida como una de las ciudades universitarias de Finlandia debido a la presencia de la Universidad Politécnica de Lappeenranta, en finés Lappeenrannan teknillinen yliopisto y en inglés Lappeenranta University of Technology, y la Universidad de Ciencias Aplicadas LAB en el campus de Skinarilla que cuentan con unos 13 000 a estudiantes de 68 países. Así mismo, está considerada como una ciudad modelo en cuanto a energías renovables ya que fue la única ciudad finesa entre las 14 finalistas del City Challenge 2014 organizado por WWF/Adena.
En 1918 abrió el Aeropuerto de Lappeenranta que está localizado en el centro de la ciudad y que es el aeropuerto más antiguo y en funcionamiento de Finlandia. A mes de diciembre de 2020, tiene vuelos regulares a Berlín y Múnich (Alemania), Viena (Austria), Budapest (Hungría) y Milán (Italia).
Laila Hirvisaari (anteriormente Laila Hietamies) ha escrito una serie de novelas sobre Lappeenranta y su gente.
En cuanto a televisión, el drama policíaco conocido internacionalmente como Bordertown, en finés Sorjonen, tiene lugar en la ciudad de Lappeenranta.

## Turismo
Lappeenranta es famosa como ciudad de veraneo, principalmente por su cercanía al lago Saimaa. Además, su localización interior permite que los veranos sean más cálidos y los inviernos más fríos que en las zonas costeras del país.
Buenos sitios y acontecimientos para visitar son:
- El viejo fuerte, con un gran número de museos y cafés.
- La zona portuaria, con vistas al hermoso lago y cruceros a Vyborg y al cercano Canal de Saimaa.
- La torre del agua, desde la cual se tiene una gran panorámica de la ciudad.
- El mercado central, donde degustar las especialidades locales; los pasteles de carne Atomi, que significa átomo y Vety (hidrógeno).
- La Noche del Fuerte, un festival cultural de dos días que se celebra a primeros de agosto.
- El Concurso Anual Nacional de canciones de Lappeenranta.
- El ayuntamiento, construido en madera por Carl Ludwig Engel en 1829.
- La ciudad posee la iglesia ortodoxa griega más antigua de Finlandia (1785).

## Demografía
| Gráfica de evolución de Lappeenranta entre 1980 y 2020 |
|                                                        |

## Personas notables
- Hanna Pakarinen, cantante pop.
- Satanic Warmaster, banda de black metal.
- Kotiteollisuus, banda de metal/hard rock.

## Galería

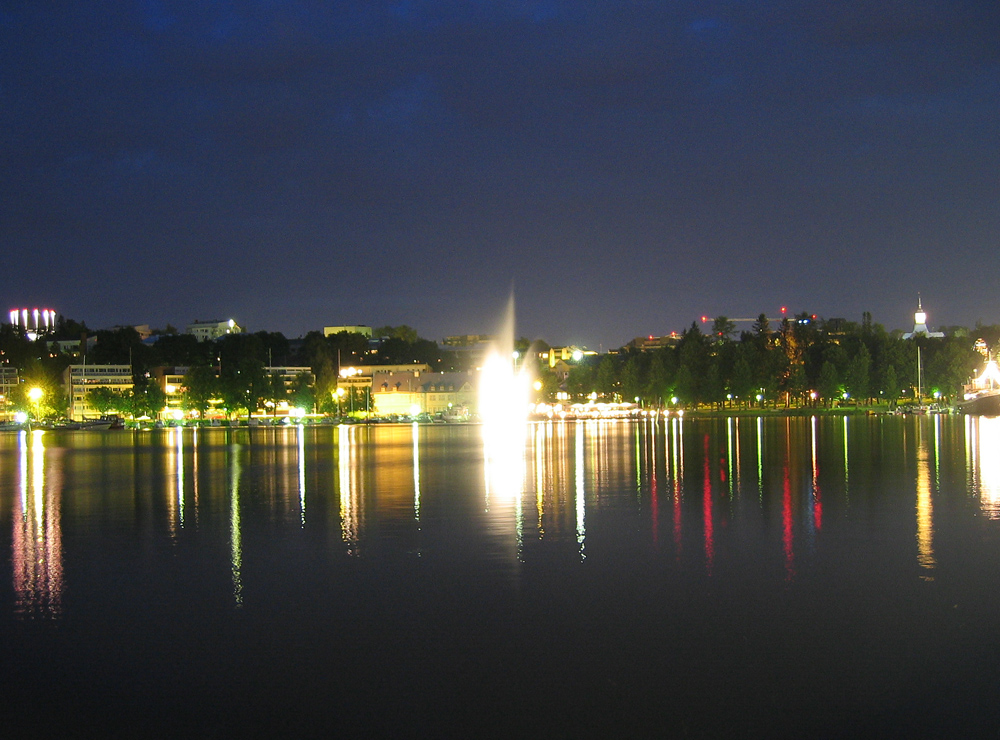
Vista nocturna del puerto de Lappeenranta
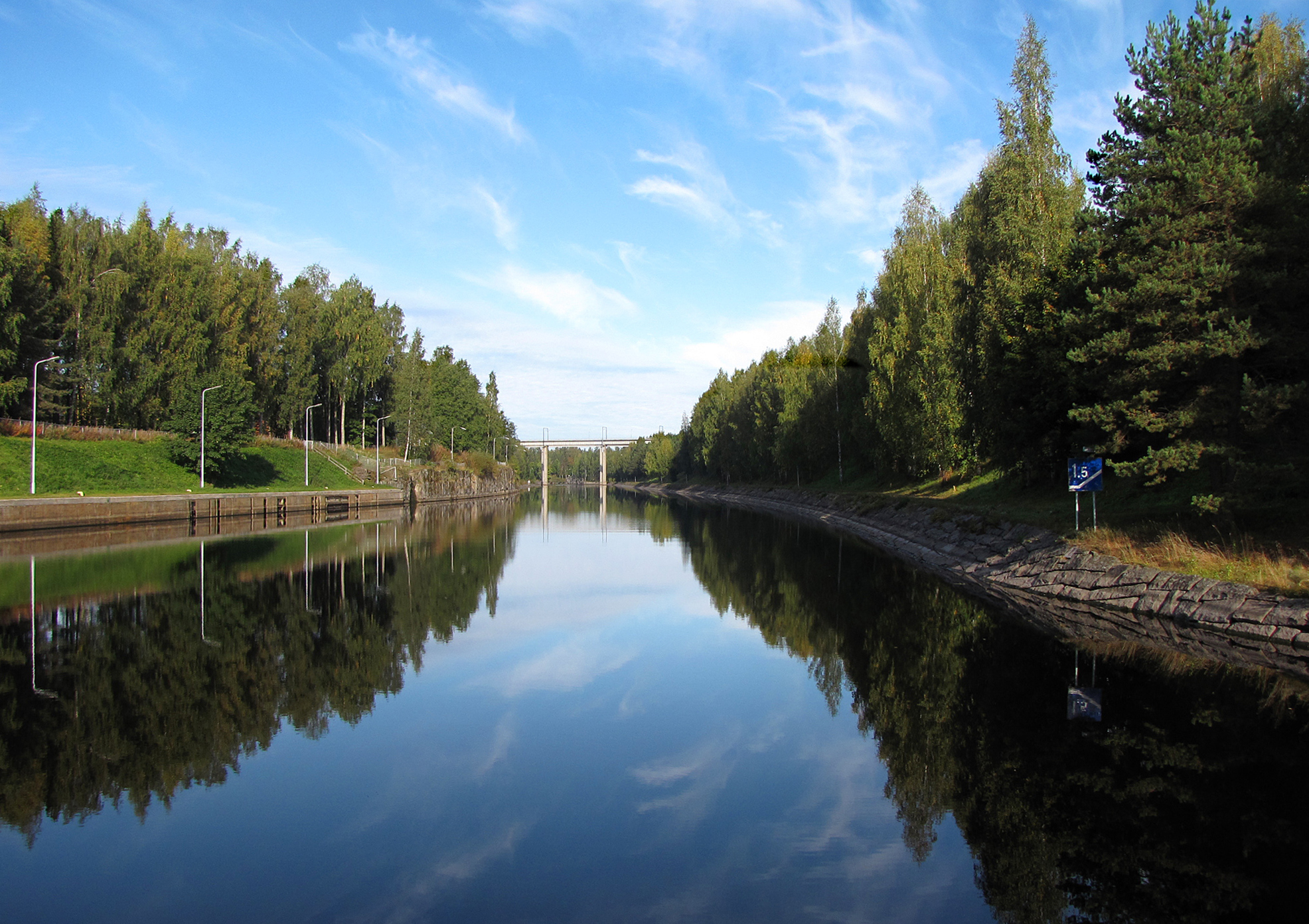
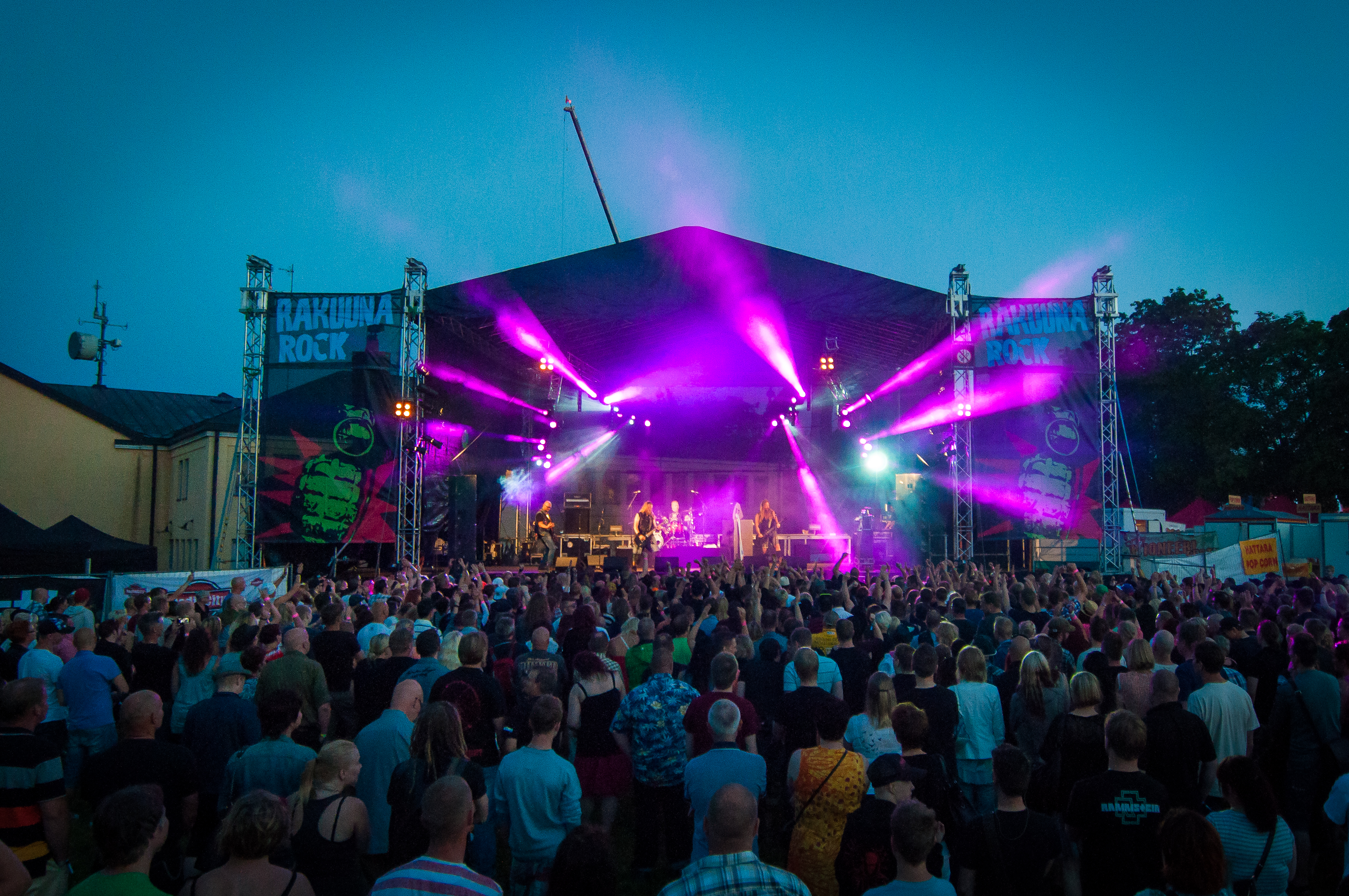

·

## Ciudades hermanadas
- Rakvere
- Stykkishólmur
- Drammen
- Örebro
- Kolding
- Klin
- Vyborg
- Schwäbisch Hall
- Szombathely
- Lake Worth